# (30810) 1990 FM
1990 أف أم (ويعرف أيضًا باسم (30810) 1990 أف أم وفق تسمية الكوكب الصغير) (بالإنجليزية: 1990 FM)‏ هو كويكب ضمن حزام الكويكبات؛ وترتيبه 30810 من حيث الاكتشاف.
اكتُشف هذا الجُرم الفلكي بواسطة اليانور إف. هيلين في 23 مارس 1990.

## وصلات خارجية
- (30810) 1990 FM في قاعدة بيانات مختبر الدفع النفاث لأجرام النظام الشمسي الصغيرة

- الاكتشاف · مخطط المدار ·  العناصر المدارية · المعلمات المادية

- (30810) 1990 FM على موقع ويكي سكاي: DSS2, SDSS, GALEX, IRAS, Hydrogen α, X-Ray, Astrophoto, Sky Map, Articles and images